# Časová osa války Izraele s Hamásem (2024)
Toto je časová osa války Izraele s Hamásem zahrnující období roku 2024. Válka začala 7. října 2023 útokem palestinských ozbrojených skupin proti civilním i vojenským objektům v Izraeli. Na to odpověděly Izraelské obranné síly (IOS) leteckými údery v Pásmu Gazy. Během dalších dnů se do bojů s IOS kromě Hamásu a Palestinského islámského džihádu zapojil z libanonského území i Hizballáh.

## Leden 2024
Na začátku ledna Izrael oznámil, že část jednotek IOS bude bude stažena ze severu Pásma Gazy. Nejtěžší boje mezi izraelskými jednotkami a palestinskými ozbrojenými skupinami probíhaly na severu Pásma Gazy, v Gaze a v centrální části v Chán Júnis. 4. ledna představil Izrael svůj plán na poválečné uspořádání v Pásmu Gazy, počítající s likvidací Hamásu a izraelskou průběžnou kontrolou Pásma. 6. ledna Izrael oznámil dokončení likvidace vojenských struktur Hamásu v severní části Pásma Gazy. IOS ve spolupráci se zpravodajskými službami pokračovaly v likvidaci vyšších velitelů Hamásu. 14. ledna oznámila Světová zdravotnická organizace, že v Pásmu Gazy funguje méně než polovina zdravotnických zařízení. Podle UNESCO bylo zničeno nebo poškozeno 195 míst historického významu.
Od poloviny ledna se znovu rozhořely boje na severu Pásma Gazy. Izraelský premiér Benjamin Netanjahu se postavil proti vytvoření samostatného palestinského státu a možnost přijetí podmínek Hamásu pro příměří nazval kapitulací. 22. ledna zahynulo 21 izraelských vojáků poté, co předčasně explodovaly nálože v budově určené k demolici. Jednalo se tak o největší izraelské ztráty za jediný den od začátku pozemní operace v Gaze. Tentýž den zahájily IOS rozsáhlou ofenzivu v Chán Júnis a následující den oznámily dokončení obklíčení této aglomerace.
Dne 26. ledna nařídil Mezinárodní soudní dvůr Izraeli, aby přijal opatření vedoucí k zabránění genocidy a zlepšení humanitární situace v Gaze. Vláda Spojených států amerických obdržela zprávu, podle které se někteří zaměstnanci UNRWA podíleli na útoku Hamásu proti Izraeli 7. října 2023. Izraelská armáda pokračovala v zaplavování tunelů mořskou vodou.

## Únor 2024
K intenzivním střetům mezi izraelskou armádou a palestinskými milicemi zastoupenými ozbrojeným křídlem Hamásu Brigádami Izz ad-Dína al-Kassáma, Palestinským islámským džihádem, Brigádami mučedníků Al-Aksá a dalšími menšími palestinskými skupinami došlo jak na severu Pásma Gazy, tak v jeho střední části. 3. února se se tato válka stala nejdéle trvajícím konfliktem od první arabsko-izraelské války z roku 1948 Zároveň se izraelské jednotky snažily zajistit palestinské bojovníky pokoušející se mezi civilisty infiltrovat zpět na sever Pásma.
IOS 6. února oznámily, že podle jejich informací je 32 rukojmí ze 132 dosud zadržovaných Palestinci již po smrti.Den na to oznámil izraelský premiér Benjamin Netanjahu, že se izraelská armáda připravuje na invazi do Rafahu, na jihu Pásma Gazy. Izraelská armáda zároveň připravuje plán pro evakuaci civilistů z této oblasti.
Podle IOS se 12. února podařilo izraelským speciálním jednotkám osvobodit 2 rukojmí. Podle Hamásu 2 rukojmí den před tím zahynula při izraelském bombardování. Izrael pokračoval v prohledávání Násirovy nemocnice v Chán Júnis, kde se podle tvrzení IOS skrývají operativci palestinských milicí. V následujících dnech IOS oznámily, že v Násirově nemocnici zadržely 100 osob a zajistily zbraně. Následují den palestinské ministerstvo zdravotnictví oznámilo, že Násirova nemocnice v Chán Júnis je mimo provoz. Řada zemí včetně USA odmítla izraelský plán na invazi do Rafahu, kterou IOS hodlají spustit 10. března. Organizace Světový potravinový program, fungující při OSN oznámila, že po útocích na humanitární konvoje z 18. a 19. února pozastavila distribuci potravinové pomoci.
Podle zprávy izraelské Asociace krizových center pro oběti znásilnění (ARCCI) útok palestinských militantů na Izrael ze 7. října 2023... zahrnoval sadistické činy brutální a demonstrativní povahy. Zpráva dále tvrdí, že cílem sexuálních útoků byly nejen ženy, ale i muži a děti. Podle prohlášení předsedy Světové zdravotnické organizace (WHO) z 22. února se palestinská území změnila na... zóny smrti. Situaci v Gaze nazval... nehumánní a stále se zhoršující. OSN se začala zabývat možnostmi distribuce humanitární pomoci po nově vybudované silnici, jež protíná Pásmo Gazy z východu na západ.
Podle izraelského premiéra B. Netanjahua počítá Izrael s tím, že správy Pásma Gazy by se, po porážce Hamásu, ujali místní úředníci nespojovaní s Hamásem. Netanjahu podle plánu nepočítá s vládou Palestinské samosprávy. Zároveň se ale staví proti požadavkům krajně pravicových ministrů ve své vládě, kteří požadují výstavbu izraelských osad v Pásmu Gazy. 26. února podala demisi vláda Palestinské samosprávy. Její předseda Muhammad Ištajja ji předal do rukou Mahmúdu Abbásovi. Svůj krok zdůvodnil bezprecedentní eskalací násilí v Pásmu Gazy a na Západním břehu. Podle palestinského ministerstva zdravotnictví zemřelo 29. února 100 lidí poté, co izraelští vojáci zahájili palbu do davu čekající na humanitární pomoc. Podle Izraele vojáci IOS zabili střelbou 10 lidí poté, co ozbrojený dav napadl konvoj s humanitární pomocí. Většina lidí následně zemřela při vzniklé tlačenici..

## Březen 2024
Začátkem března Hamás oznámil, že během izraelského bombardování zahynulo sedm izraelských rukojmí. Palestinci navíc připustili, že neví, kolik rukojmí je stále ještě naživu. Izrael informoval, že při leteckém útoku na uprchlický tábor Nusejrat zahynul jeden z vysokých velitelů Hamásu, Muhammad Dajf. Palestinci zadržení izraelskou armádou po svém propuštění prohlásili, že byli opakovaně ve vazbě týráni a zastrašováni. O mučení zaměstnanců izraelskými vyšetřovateli mluví i ředitelka komunikace UNRWA. či zaměstnanci Násirovy nemocnice.Podle OSN se naproti tomu příslušníci Hamásu během svého útoku 7. října 2023 v Izraeli dopouštěli sexuálního násilí, včetně znásilnění a sexualizovaného mučení. Intenzivní boje mezi izraelskými jednotkami a palestinskými milicemi probíhaly jak v centrální, tak v severní části Pásma Gazy.
Dokončení silnice přetínající Pásmo Gazy od hranic s Izraelem k pobřeží Středozemního moře oznámily IOS. Kritiku si vysloužila Palestinská samospráva od Hamásu za jmenování Mohammada Mustafy palestinským premiérem. Fatah následně obvinil Hamás, že...  je zodpovědný za současnou válku jednostranným útokem ze 7. října 2023. V Izraeli probíhala diskuse o zapojení ultraortodoxních Židů do vojenské služby. Výjimka ze služby v armádě, kterou mají, se nelíbí většinové izraelské společnosti i nejvyšším představitelům IOS.
Obsazení nemocnice Šífa v Gaze používanou ozbrojenci Hamásu a Palestinského islámského džihádu oznámily IOS koncem března. USA prostřednictvím svých představitelů opakovaně odmítly Izraelem plánovanou invazi do Rafahu na jihu Pásma Gazy.

## Duben 2024
IOS ukončily vojenskou operaci v nemocnici Šífa. Podle Světové zdravotnické organizace (WHO) lehla nemocnice Šífa v Gaze popelem a... je prázdnou skořápkou s mnoha těly. Izraelský parlament Kneset odhlasoval zákon, který izraelské vládě umožňuje dočasně zakázat zahraniční média, která ohrožují bezpečnost Izraele. Podle organizace Reportéři bez hranic (RSF) je zákon zaměřen zejména proti katarské televizi a zpravodajskému portálu Al-Džazíra.Při leteckém útoku izraelské armády zahynulo 7 pracovníků mezinárodní humanitární organizace World Central Kitchen (WCK).  Izraelská armáda propustí dva důstojníky, kteří se podíleli na vzdušném útoku proti vozidlům humanitární organizace World Central Kitchen (WCK), při kterém zahynulo 7 pracovníků této organizace, dalším bude udělena důtka. Podle IOS bylo bombardování konvoje... hrubou chybou, důsledkem špatné identifikace a omylů v rozhodování.
IOS zveřejnily jména dalších vysokých velitelů Hamásu a PID zajatých při vojenské operaci v nemocnici Šífa v Gaze.USA se postavily proti palestinskému členství v OSN. USA, které podle vlastního tvrzení podporují vznik nezávislého palestinského státu tvrdí, že se tak musí stát po jednáních mezi zúčastněnými stranami a nikoliv v OSN. Izraelská armáda oznámila, že stahuje většinu svých jednotek z jihu Pásma Gazy. Podle tvrzení izraelského listu The Times of Israel stažením jednotek z Pásma Gazy se skončil tzv. konflikt vysoké intenzity. Přestože IOS tvrdí, že Hamás byl jako vojenská síla zničen, izraelská armáda se připravuje na útok proti Rafahu, kde se údajně skrývají vůdci Hamásu a kde jsou držena rukojmí obklopená 4 prapory ozbrojenců.Při izraelském leteckém útoku v centrální části Pásma Gazy byli zabiti tři synové vůdce Hamásu I. Haníji. Podle portálu Times of Israel zahájil krátce před půlnocí 13. dubna Írán útok na Izrael vypuštěním desítek dronů.Podle mluvčího IOS M. Harariho balistické rakety, které při svém útoku na Izrael odpálil Írán zranily jednu dívku a lehce poškodily vojenské základny. 
Nehoráznou agresí nazval 19. dubna šéf Palestinské samosprávy M. Abbás americké veto palestinské žádosti o členství v OSN. IOS 24. dubna oznámily, že izraelská armáda je připravena na zahájení pozemní ofenzivy v Rafahu, na jihu Pásma Gazy a čeká na schválení útoku ze strany izraelské vlády. Americká armáda 25. dubna oznámila, že zahájila stavbu plovoucího mola poblíž Gazy. To má sloužit při zvýšení přísunu humanitární pomoci do oblasti. Sefardský vrchní rabín Jicchak Josef ve svém projevu prohlásil, že Izrael vděčí za to, že přežil raketové útoky spíše studentům ješiv, kteří studují Tóru, než izraelské armádě.

## Květen 2024
Jordánsko není hotel, reagoval jordánský představitel na zprávy o možném přesunu vedení Hamásu z Kataru do Jordánska. Egyptský třífázový plán na příměří počítá s tím, že v první čtyřicetidenní fázi by Hamás propustil 33 zadržovaných rukojmí za dočasné přerušení bojů a izraelské stažení se z obydlených oblastí Pásma Gazy, stažení se z většiny částí koridoru Necarim, povolení příjezdu až 500 kamionů s humanitární pomocí denně a zrušení leteckého dohledu na Pásmem Gazy. První fáze by mohla trvat přibližně rok. V druhé fázi Hamás propustí všechny zbývající mužské civilisty a vojáky výměnou za úplné stažení se Izraele z Pásma Gazy a propuštění nespecifikovaného počtu palestinských vězňů. Třetí fáze zahrnuje výměnu mrtvých obou stran a realizaci plánu obnovy Pásma Gazy. Hamás by během další 5 let nemohl obnovovat svou vojenskou infrastrukturu. Plán je ale v rozporu s cíli jak Hamásu, tak Izraele. Zpravodajství Al Džazíry ohrožuje národní bezpečnost Izraele řekl izraelský premiér B. Netanjahu po razii, kterou izraelské bezpečnostní orgány provedly v hotelových pokojích, kde sídlí redakce Al Džazíry. Al Džazíra nazvala razii kriminálním činem. Jako předzvěst chystané ofenzivy zahájily IOS evakuaci civilistů v Rafahu do tzv. humanitárních zón.O zadržení dodávek některých typů zbraní Izraeli rozhodla americká vláda.Důvodem jsou americké obavy o civilní ztráty při plánované invazi do Rafahu. Proto USA zablokovaly jednu zásilku zbraní skládající se z bomb o váze 200 liber, 500 liber a 2000 liber. Podle mluvčího IOS D. Hagariho byly neshody mezi Izraelem a USA ohledně dodávky zbraní vyřešeny soukromou cestou.Navzdory zadržené zásilce bomb připravuje americká strana další zásilky vojenské pomoci Izraeli.Izraelské jednotky v Rafahu postupují i během těžkých bojů s palestinskými ozbrojenými skupinami. Boje pokračují i v Zajtúnu,či v Džabalíji. V polovině května vyzvaly IOS obyvatele dalších čtvrtí Rafahu k opuštění domovů. Američtí představitelé vyjadřují obavy jak z neexistence izraelského plánu na ochranu civilistů v Rafahu, tak ze zpráv o násilí proti zadrženým Palestincům v izraelských vězeních. Jakýkoliv poválečný plán na vládu v Pásmu Gazy, ve kterém nebude zahrnut Hamás je nepřijatelný, řekl vůdce Hamásu I. Haníja. 16. května dokončili američtí vojáci instalaci plovoucího mola u břehu Pásma Gazy. Molo má sloužit pro další přísun humanitární pomoci do Pásma. Den poté přes molo dorazily první zásilky s pomocí. Z důvodu napadání konvojů s humanitární pomocí ale byl přísun pomoci přes plovoucí molo krátce po zahájení ukončen. Podle vyjádření IOS z 20. května opustilo Rafah kolem 950 tisíc civilistů. Z důvodu bezpečnostní situace pozastavila UNRWA distribuci potravin v Rafahu, zatím co izraelské jednotky postupují tímto městem podél hraničního plotu mezi Pásmem Gazy a Egyptem. 24. května nařídil Mezinárodní soudní dvůr v Haagu Izraeli zastavit útok na Rafah. Soud tak podpořil žádost Jihoafrické republiky.Podle 4 soudců z 15 Mezinárodního soudního tribunálu klíčová klauzule v rozhodnutí soudu, nevyžaduje, aby Izrael okamžitě zastavil všechny vojenské operace v Rafahu, ale spíše aby konkrétně zastavil vojenské operace, které...by mohly způsobit fyzickou destrukci Palestinců zcela nebo částečně. Hamás uvítal rozhodnutí Mezinárodního soudního dvora, ale kritizoval rozhodnutí, kterým byla z nařízení vyjmuta zbývající část Pásma Gazy. Během přestřelky mezi izraelskými a egyptskými vojáky na hraničním přechodu Rafah zahynul 1 egyptský voják. Podle Agentury OSN pro uprchlíky (UNRWA) od začátku bojů v Rafahu opustilo Rafah asi milion osob. Podle izraelské armády sloužil tzv. Filadelfský koridor, což je hranice mezi Pásmem Gazy a Egyptem jako jako důležitá cesta, kterou Hamás pašoval zbraně do Gazy. 30. května oznámily IOS, že získaly kontrolu na celou hranicí mezi Pásmem Gazy a Egyptem. Zároveň oznámily nalezení 20 funkčních tunelů propojujících Pásmo Gazy a Egypt. Egypt existenci tunelů popřel.

## Červen 2024
Začátkem června IOS zveřejnily záběry tunelů a tunelových šachet podél hranice mezi Egyptem a Pásmem Gazy, prostřednictvím kterých Hamás, podle IOS, roky pašoval zbraně z Egypta do Pásma Gazy. 3. června IOS ve své zprávě potvrdily smrt 4 izraelských rukojmí zadržovaných palestinskými skupina v Pásmu Gazy. Z celkového počtu 120 rukojmí, kteří se nacházejí v zajetí jich 43 bylo prohlášeno za mrtvé. Boje pokračovaly jak na jihu Pásma Gazy, v Rafahu, tak v centrální části v okolí Necarimského koridoru a na severu v Gaze a okolí. Podle IOS vysoké ztráty Hamásu donutily tuto organizaci přejit na tzv. povstalecký způsob boje. Izrael, Hamás a Palestinský islámský džihád byly přidány na tzv. seznam hanby, tedy seznam zemí, které údajně porušují práva dětí v ozbrojených konfliktech.Při zásahu v uprchlickém táboře Al Nusejrat v Pásmu Gazy osvobodily izraelské ozbrojené složky čtyři rukojmí zadržovaná od 7. října 2024. Palestinský prezident Mahmúd Abbás nazval tento zásah... krvavým masakrem. Podle Hamásu bylo při izraelské operaci zabito 210 osob a 400 jich bylo zraněno a zabita byla další 3 izraelská rukojmí.Úřad OSN pro lidská práva tvrdí, že by se zabití civilistů během izraelské osvobozovací operace z 8. června mohlo rovnat válečnému zločinu, válečnému zločinu se mohlo rovnat i zadržování zajatců palestinskými ozbrojenými skupina v hustě obydlených oblastech. Podle izraelských představitelů dostali operativci Hamásu, kteří střeží izraelská rukojmí rozkaz zabít izraelská rukojmí v případě, že zjistí, že se blíží izraelské jednotky.
Hamás se podle svého vyjádření staví pozitivně k americkému třífázovému plánu na příměří, podle Izraele naopak mění své podmínky, včetně propuštění rukojmí. Podle amerického ministra zahraničí A. Blinkena... Hamás navrhl řadu změn v návrhu, který byl na stole... některé změny jsou proveditelné, některé ne. 15. červen se stal pro IOS jedním z nejsmrtelnějších dní za celou dobu konfliktu. Během jednoho dne zahynulo 8 jejich příslušníků.
Životní podmínky postižených a vysídlených rodin v Gaze jsou zoufalé. Naléhavě potřebují jídlo, vodu, hygienu, přístřeší a zdravotní péči, přičemž mnozí z nich žijí v blízkosti hromad pevného odpadu, což zvyšuje zdravotní rizika, sdělil mluvčí humanitární agentury OSN OCHA Jens Laerke.Podle zprávy zveřejněné OSN konflikt způsobil... bezprecedentní znečištění půdy, vody a ovzduší v regionu, zničil kanalizační systémy a zanechal tuny trosek z výbušných zařízení.Navi Pillayová z vyšetřovací komise OSN sdělila televizní síti Al-Džazíra, že Mezinárodnímu trestnímu tribunálu bylo předloženo 7 000 důkazů o válečných zločinech spáchaných Izraelem a Hamásem.Podle mluvčího IOS D. Hagariho není možné Hamás úplně zničit. Hamás je ideologie, nemůžeme ji eliminovat, řekl Hagari. Toto prohlášení ostře odmítl premiér B. Netanjahu.
Více než 23 osob bylo zabito a 45 zraněno při dopadu granátu velké ráže na kancelář Červeného kříže v oblasti Al-Mawasi obklopeného stany s vysídlenými Palestinci.Podle zprávy UNRWA jsou palestinští uprchlíci v Pásmu Gazy nuceni žít v extrémně hrozných podmínkách, v rozbombardovaných budovách či vedle hromad odpadků. Bez koupelen a WC si... ulevují, kde se dá.
Ke konci června podle palestinského ministerstva zdravotnictví počet osob zabitých v Pásmu Gazy stoupl 37 877. a podle IOS počet izraelských vojáků padlých v Pásmu Gazy stoupl na 318..

## Červenec 2024
Boje izraelských jednotek proti příslušníkům palestinských milicí pokračovaly jak v Rafahu, tak i v dalších částech Pásma Gazy. Hamás, PID a další skupiny na izraelské útoky na infrastrukturu palestinských odbojových skupin odpovídaly raketovými útoky na izraelské území.. Podle představitelů OSN a dalších lidskoprávních organizací se situace v Pásmu Gazy dále zhoršovala. Izrael byl obviňován, že využívá hladovění jako zbraň. Souběžně s boji probíhaly rozhovory o příměří zprostředkované USA, Katarem a Egyptem ve snaze najít podmínky pro příměří, na kterých by se shodly jak Hamás, tak Izrael. Kromě otázek spojených s příměřím a následným propuštěním jak rukojmí, tak palestinských vězňů všechny zúčastněné strany řešily uspořádání v Pásmu Gazy po skončení konfliktu (tzv. den poté).
Při svých útocích proti cílům v Pásmu Gazy zasahovala izraelská letadla civilní cíle. Zatímco palestinské úřady obviňovaly Izrael ze záměrného cílení na civilisty, podle IOS Hamás a další palestinské skupiny do civilních objektů, včetně škol či objektů UNRWA umisťuje svá velitelská stanoviště a civilisty využívá jako živé štíty.  V polovině měsíce se snížila intenzita bojů a IOS se stáhly z některých oblastí Pásma Gazy. Podle IOS byl Hamás redukován do stavu přežívání a není schopen provádět významnou bojovou činnost. 17. července oznámily USA ukončení činnosti plovoucího mola.
Při izraelském leteckém útoku 13. července byl zabit nejvyšší vojenský velitel Hamásu v Pásmu Gazy, Muhammad Dajf. IOS při svých útocích cílily i na další vysoké představitele palestinského odporu. 22. července zahájil izraelský premiér Benjamin Netanjahu návštěvu USA.
Nález polioviru typu 2 způsobujícího dětskou obrnu ve vzorcích odebraných v Pásmu Gazy byl potvrzen. Po zásahu obytné budovy bezpilotním letounem v Tel Avivu zahynul 1 člověk. K útoku se přihlásily jemenské milice Hútíú. Izraelské letectvo na odpovědělo 20. července bombardováním jemenského přístavu Hudajda, při kterém zahynulo 6 osob. Mezinárodní soudní dvůr (ICJ) rozhodl o nezákonnosti izraelské okupace palestinských území.IOS začaly s vydáváním povolávacích rozkazů pro příslušníky ultraortodoxní komunity v Izraeli. Na dosažení komplexní národní jednoty pod záštitou Organizace pro osvobození Palestiny (OOP) se dohodla většina palestinských frakcí, včetně Hamásu a Fatahu. Snahu Izraele postavit UNRWA mimo zákon jako teroristickou organizaci odsoudil jak šéf zahraniční politiky EU Josep Borrell, tak ministerstvo zahraničí USA. Turecký prezident Recep Tayyip Erdogan pohrozil invazí do Izraele.

## Srpen 2024
IOS ve svém prohlášení 1. srpna potvrdily smrt Muhammada Dajfa, velitele Brigád Al-Kassám, vojenského křídla Hamásu. a prohlásily, že Ismaíl al-Ghoul, reportér Al Džazíry zabitý při izraelském náletu 31. července v Gaze byl zároveň příslušníkem elitní jednotky Hamásu Nukhba. V Kataru se 2. srpna uskutečnil pohřeb politického vůdce Hamásu Ismaíla Haníji, zabitého 31. července v Teheránu. IOS sdělily, že během dne nalezly na hranici mezi Pásmem Gazy a Egyptem tunel dostatečně velký na to, aby jím mohla projíždět vozidla. Po vnitřním šetření Úřadu pro vnitřní dohled OSN bylo propuštěno 9 pracovníků UNRWA, kteří se mohli podílet na útoku proti Izraeli 7. října 2023. Izraelská organizace na ochranu lidských práv Be-celem tvrdí, že... Izrael od začátku války v Gaze provádí systematickou politiku týrání a mučení vězňů, přičemž vystavuje palestinské vězně činům od svévolného násilí až po sexuální zneužívání. Na post šéfa politbyra hnutí Hamás byl vybrán Jahjá Sinvár. Turecko podalo formální žádost o připojení se k žalobě Jihoafrické republiky obviňující Izrael z genocidy. Žádost k připojení se k žalobě již podaly Španělsko, Mexiko, Kolumbie, Nikaragua a Libye. 9. srpna IOS oznámily zahájení nové pozemní operace v Chán Júnis na jihu Pásma Gazy. Podle palestinských zdravotníků 10. srpna zabil izraelský nálet na školu v Gaze, ve které se ukrývají vysídlené palestinské rodiny více než 100 osob. IOS následně zveřejnily jména a fotografie 19 operativců Hamásu a PID, kteří byli zabiti při útoku na školu v Gaze.IOS oznámily jména dalších 12 operativců Hamásu a PID, kteří byli zabiti při izraelském leteckém útoku na školu v Gaze 10. srpna. Při útoku bylo zabito minimálně 93 osob. Podle informací z řad izraelských vojáků používá izraelská armáda civilisty z Pásma Gazy jako lidské štíty a nutí je vstupovat do tunelů a domů před vojáky kvůli obavám, že by tyto stavby mohly být vybaveny pastmi a nástražnými zařízeními. Prezident Palestinské samosprávy Mahmúd Abbás se během své návštěvy Ruska 13. srpna setkal s ruským prezidentem V. Putinem. Podle prohlášení IOS bylo více než 50 tunelů objevených podél Filadelfského koridoru během minulého týdne zničeno izraelskými ženisty. Zřízení oficiální komise pro vyšetření útoku ze 7. října a války v Gaze by podle izraelské Generální prokurátorky Gali Baharav-Miary mohlo odvrátit hrozící zatykače na izraelské představitele ze strany Mezinárodního trestního soudu (ICC) za údajné válečné zločiny. Podle palestinského ministerstva zdravotnictví byl v Pásmu Gazy zaznamenán první případ dětské obrny po 25 letech. Světová zdravotnická organizace a dětský fond OSN UNICEF uvedly, že plánují dvě sedmidenní očkovací kampaně napříč Pásmem Gazy, které začnou koncem srpna. Obě agentura vyzvaly k dvěma sedmidenním přestávkám v bojích s tím, že... tyto přestávky v bojích by umožnily dětem a rodinám bezpečně se dostat do zdravotnických zařízení a komunitním pracovníkům dostat se k dětem, které nemají přístup ke zdravotnickým zařízením pro očkování proti obrně. K odpovědnosti za výbuch bomby v Tel Avivu 18. srpna se přihlásily Hamás a PID. Podle izraelské policie zahynul při explozi muž, který bombu nesl. Šest mrtvých izraelských rukojmí nalezla 20. srpna v Chán Júnisu izraelská armáda ve spolupráci se Šin bet. Těla 6 mužů byla nalezena v tunelu. Podle pitevních nálezů nesou těla šesti rukojmích, které IOS tento týden vyzvedly v Chán Júnisu v jižní Gaze známky střelných zranění. To pravděpodobně naznačuje, že rukojmí byla zabita svými vězniteli. Žalobce Mezinárodního soudního dvora OSN (ICC) Karim Chán vyzval 23. srpna soudce k přijetí rozhodnutí o vydání zatykače na B. Netanjahua, J. Galanta, J. Sinvára, M. Dajfa a I. Haníju. Jmenované viní z válečných zločinů a zločinů proti lidskosti. Nemocnice Kamal Adwan na severu Pásma Gazy 24. srpna zastavila přijímání pacientů. Nemocnice se ocitla bez elektrické energie, neboť došly zásoby pohonných hmot pro generátory. K pozastavení asociační dohody a uvalení sankcí na zodpovědné osoby v Izraeli vyzvaly 26. srpna Evropskou unii Reportéři bez hranic (RSF) a 59 dalších médií a lidskoprávních organizací za zabíjení novinářů a opakované porušování svobody tisku ze strany izraelských úřadů. Během vojenské operace na jihu Pásma Gazy se příslušníkům námořní jednotky Šajetet 13 podařilo zachránit jednoho z rukojmí uneseného Palestinci při útoku ze 7. října 2023. Podle OSN bylo 28. srpna humanitární vozidlo zasaženo střelbou izraelské armády. K obnovení sebevražedných atentátů proti Izraelcům vyzval vysoký představitel Hamásu Chálid Maš'al. 30. srpna IOS podle svého prohlášení ukončily třítýdenní operaci v jižní části Pásma Gazy, v Chán Júnisu a na předměstí Dajr al-Baláh. Podle palestinského ministerstva zdravotnictví počet osob zabitých v Pásmu Gazy stoupl koncem srpna na 40 691.Podle IOS počet izraelských vojáků padlých v Pásmu Gazy do konce srpna stoupl na 342.

## Září 2024
Během rána 1. září se v Pásmu Gazy rozběhla očkovací kampaň mající za cíl naočkovat 640 000 dětí proti dětské obrně.
IOS ve svém prohlášení 1. září uvedly, že v tunelu v Rafahu nalezly a vyzvedly těla 6 rukojmí.Hamás ve svém prohlášení 3. září potvrdil, že 6 mrtvých rukojmí nalezených v tunelu v Rafahu bylo skutečně popraveno. Důvodem byly blížící se izraelské jednotky. Organizace Amnesty International (AI) 5. září vyzvala k vyšetřování izraelských válečných zločinů. Jak Izrael, tak palestinské ozbrojené skupiny dodržují humanitární přestávky v bojích v místech, kde probíhá očkovací kampaň proti dětské obrně.Mezinárodní trestní soud (ICC) v Haagu 7. září stáhl své obvinění proti bývalému vůdci Hamásu Ismáílu Haníjovi z důvodu potvrzení jeho úmrtí. 
V první polovině září izraelské jednotky a palestinské skupiny pokračovaly v bojích jak podél Necarimského koridoru v centrální části Pásma Gazy, tak v jižní části, zejména v Rafahu.10. září izraelský ministr obrany Joa´v Galant prohlásil, že Hamás jako organizovaná síla již neexistuje a vede partyzánskou válku. Podle UNRWA bylo 11. září při izraelském leteckém útoku v Nusejratu zabito 6 zaměstnanců této organizace. Ve Španělsku se 13. září sešli zástupci některých evropských zemí a zemí muslimského světa na jednání o způsobech ukončení války v Pásmu Gazy. Ve svém prohlášení z 15. září prohlásil ministr zahraničí Saúdské Arábie Abdulláh bin Zajíd, že Saúdská Arábie nebude hrát žádnou roli v poválečném uspořádání v Pásmu Gazy. Ten samý den IOS uvedly, že je vysoká pravděpodobnost, že 3 rukojmí zadržovaná v Gaze byla zabita při jednom z izraelských leteckých útoků v Gaze v listopadu 2023. První kolo očkovací kampaně proti obrně v Gaze skončilo úspěšně, řekl 16. září šéf UNRWA Philippe Lazzarini a dodal, že 90 % dětí v enklávě dostalo první dávku. Saúdská Arábie neuzná Izrael, pokud nebude existovat palestinský stát s východním Jeruzalémem jako hlavním městem, řekl saúdský korunní princ Muhammad bin Salmán.
Izraelští představitelé 19. září předložili plán, podle kterého by válku v Pásmu Gazy mohl ukončit odchod vůdce Hamásu Jahjá Sinvára do exilu výměnou za okamžité propuštění všech rukojmích, demilitarizaci Pásma Gazy a zřízení alternativní vlády v Pásmu Gazy. Vysoký představitel Hamásu izraelský návrh označil za... směšný. Izrael 20. září oficiálně zpochybnil jurisdikci Mezinárodního soudního dvora a zákonnost žádostí prokurátora o vydání zatykačů na izraelského premiéra a ministra obrany.Podle zprávy CNN z 22. září izraelský premiér B. Netanjahu zvažuje plán, podle kterého by byli civilisté ze severní části Pásma Gazy odsunuti. Všech 88 těl zabitých Palestinců, které Izrael 25. září vrátil zpět do Pásma Gazy odmítl personál v Násirově nemocnici v Chán Júnisu převzít k pohřbení s poukazem na to, že nejsou k dispozici údaje kdo jsou tito lidé a jak zemřeli. Palestinští ozbrojenci v Pásmu Gazy 27. září zastřelili humanitární pracovnici Islam Hejazyzovou americké charitativní organizace HEAL Palestine. Turecký prezident Tayyip Erdogan vyzval 30. září OSN, aby v souladu s rezolucí Společně za mír, schválenou v roce 1950 doporučilo použití síly proti Izraeli, pokud Rada bezpečnosti OSN nedokáže zastavit izraelské útoky na Hamás v Gaze a Hizballáh Libanonu. Ke konci září dosáhl počet palestinských obětí 41 615. Počet izraelských vojáků padlých v Pásmu Gazy stoupl na 348.

## Říjen 2024
Agentura OSN pro palestinská území ve svém prohlášení 1. října uvedla, že situace dětí v Pásmu Gazy je neutěšená. Dánská premiérka Mette Frederiksenová při svém projevu v dánském parlamentu 2. října řekla, že prosadit dvoustátní řešení v Palestině a prolomit současnou patovou situaci by bylo možné mezinárodní vojenskou intervencí. IOS oznámily, že v Pásmu Gazy zabily 3 vysoce postavené velitele Hamásu a Azíza Salhu, známého svou rolí při lynčování dvou izraelských vojáků v Rámaláhu v roce 2000.Při izraelském leteckém útoku na mešitu a bývalou školu v centrální části Pásma Gazy zahynulo 6. října podle palestinských médií minimálně 24 osob a 93 osob utrpělo zranění. Podle prohlášení IOS ze 7. října bylo za 1 rok od zahájení války v Pásmu Gazy zasaženo 40 000 cílů, nalezeno 4 700 tunelových šachet a zničeno 1 000 raketometů. Od 7 října 2023 zahynulo 726 příslušníků IOS, z toho 380 při útocích 7 října a 346 během bojů v Pásmu Gazy a 56 během nehod a tzv. přátelské palby. Zraněno bylo 4 576 vojáků. Z Pásma Gazy bylo na Izrael vypáleno 13 200 raket. Za možnou katastrofu označil 8. října generální tajemník OSN António Guterres izraelský návrh izraelské legislativy na ukončení činnosti UNRWA v Pásmu Gazy.  Podle prohlášení Hamásu se jeho delegace 9. října setkala v Káhiře s delegací konkurenční palestinské frakce Fatah. Podle zdrojů z Fatahu programem setkání byla snaha o nalezení konsensu a národního sjednocení. Ve své zprávě z 13. října tvrdí humanitární  představitelé OSN, že úroveň pomoci vstupující do Gazy je na nejnižší úrovni za poslední měsíce. Podle prohlášení Světové zdravotnické organizace (WHO) byla v centrální části Pásma Gazy 14. října zahájena druhá fáze očkovací kampaně proti dětské obrně. Podle IOS byl 17. října, při přestřelce ve čtvrti Tel Sultan v Rafahu, v Pásmu Gazy zabit vůdce Hamásu Jahjá Sinvár. 18. října Hamás ve svém prohlášení oficiálně potvrdil smrt svého vůdce Jahjá Sinvára. K obnově židovských osad v Pásmu Gazy a podpoře palestinské emigrace z tohoto území vyzvali 21. října vysocí ministři Netanjahuovy vlády. IOS zveřejnily 23. října dokumenty, které podle nich dokazují, že 6 žurnalistů pracujících pro katarskou televizní stanici Al Džazíra bylo operativci vojenských křídel Hamásu a Palestinského islámského džihádu. Podle Volkera Türka, šéfa Úřadu Vysokého komisaře OSN pro lidská práva... nastal nejtemnější okamžik konfliktu, který se odehrává v severní Gaze. Podle Wall Street Journal nabídl Izrael, prostřednictvím šéfa Mosadu vůdcům Hamásu bezpečný odchod z Pásma Gazy výměnou za propuštění rukojmí. Hamás tento návrh odmítl. Právní tým z Jižní Afriky 28. října doručil nejvyššímu soudu OSN téměř 5000stránkový dokument obviňující Izrael z páchání genocidy na Palestincích v Pásmu Gazy. Izraelský Kneset 28. října schválil poměrem 92 hlasů pro a 10 proti zákaz působení Agentury OSN pro palestinské uprchlíky (UNRWA) v Izraeli a okupovaném východním Jeruzalémě. Následně Rada bezpečnosti OSN důrazně varovala před jakýmikoli pokusy o demontáž nebo omezení operací a mandátu palestinské agentury OSN pro uprchlíky UNRWA. K bojkotu izraelských novin Ha'arec ze strany ministerstev a vládních úřadů vyzval ministr komunikací, zatímco ministerstva vnitra, školství a záležitostí diaspory s novinami přerušily styky. Důvodem jsou vyjádření vydavatele Ha'arecu Amose Schockena. Ten na tiskové konferenci v Londýně prohlásil, že... Izrael zavádí režim apartheidu vůči Palestincům a nazval příslušníky palestinských militantních skupin... palestinskými bojovníky za svobodu. Počet osob zabitých v Pásmu Gazy stoupl k 31. říjnu na 43 204. Počet izraelských vojáků padlých v Pásmu Gazy stoupl k 31. říjnu na 367.

## Listopad 2024
Apokalyptickou nazvali situaci na severu Pásma Gazy vysocí představitelé OSN. IOS podle svého prohlášení zabily v Chán Júnisu Isu al-Dín Kasába, jednoho z posledních členů politbyra Hamásu v Pásmu Gazy. Izraelské ministerstvo zahraničí dopisem 4. listopadu oficiálně informovalo OSN o odstoupení Státu Izrael od dohody z roku 1967 uznávající agenturu UNRWA. Náčelník generálního štábu IDF generálporučík Herci Halevi byl pověřen organizací brigády pro ultraortodoxní Židy známou jako Hasmonejská brigáda. Izraelský premiér Benjamin Netanjahu 5. listopadu odvolal z vlády ministra obrany Joava Galanta s odkazem na krizi důvěry. Podle IOS bylo v Pásmu Gazy dokončeno druhé kolo očkovací kampaně proti dětské obrně.Podle dopisu OSN zaslaného 7. listopadu Izraeli... není naší odpovědností nahradit UNRWA, ani na to nemáme kapacitu.Podle Úřadu OSN pro lidská práva téměř 70 % obětí války v Gaze je tvořeno ženami a dětmi. IOS 10 .listopadu zveřejnily video z výslechů Palestinců prováděných vyšetřovateli Hamásu. Statické snímky z videí dokazují, že Hamás používá brutální metody výslechu jako je zavěšování za nohy či pálení plastů na kůži. Podle deníku Ha'arec prošetřují kontrolní a vyšetřovací orgány IOS možné porušení mezinárodního práva izraelskými silami uprostřed nové ofenzívy v severním Pásmu Gazy. Podle organizace Human Rights Watch (HRW)... izraelské úřady způsobily nucené vysídlení palestinského lidu v Gaze v míře, která představuje válečné zločiny a zločiny proti lidskosti...Podle arabského diplomata odjeli vysocí představitelé zahraničního vedení Hamásu z Kataru do Turecka.Turecko i Hamás následně popřely zprávy o tom, že Hamás přesunul svou kancelář z katarského Dauhá do Turecka. Podle OSN bylo 98 ze 109 nákladních automobilů vypravených UNRWA a Světovým potravinovým programem a vezoucích potraviny do Pásma Gazy vyrabováno. Podle úřadu OSN OCHA tisíce Palestinců v oblastech severní Gazy obléhaných izraelskými silami již více než 40 dní nedostaly prakticky žádné dodávky potravin nebo humanitární pomoci. Mezinárodní trestní soud (ICC) vydal 21. listopadu zatykače na izraelského premiéra Benjamina Netanjahua, exministra obrany Jo'ava Galanta a jednoho z bývalých lídrů hnutí Hamás Muhammada Dajfa za údajné válečné zločiny. Podle prohlášení palestinských vládních představitelů z 25. listopadu díky zhoršujícímu se počasí bylo v posledních dvou dnech zaplaveno a následně smeteno téměř 10 000 stanů s vysídlenými obyvateli Pásma Gazy.Izrael a UNRWA se navzájem obviňují ze zdržování humanitární pomoci. Při izraelském náletu na jedoucí vozidlo v Chán Júnisu bylo 30. listopadu zabito 5 osob, z toho 3 dodavatelé americké charitativní organizace World Central Kitchen (WCK).  Podle IOS byl cílem útoku Ahed Qadiha, který se podílel na masakru v kibucu Nir Oz.

## Prosinec 2024
UNRWA ve svém prohlášení 1. prosince uvedla, že dočasně pozastavila kvůli obavám z krádeží dodávky humanitární pomoci do Pásma Gazy. Podle skupiny hájící zájmy vězňů zemřeli 2 palestinští vězni z Pásma Gazy v izraelské vazbě. Pod egyptským patronátem se v Káhiře 2. prosince sešly na jednání delegace Fatahu a Hamásu s cílem dostat poválečnou Gazu pod plnou kontrolu Palestinské samosprávy. Na základě analýzy satelitních snímků tvrdí New York Times, že IOS významně posílily svou přítomnost v centrálním Pásmu Gazy a IOS také v posledních třech měsících vybudovaly několik desítek nových základen v koridoru a kolem něj.Rukojmí, jejichž těla byla nalezena v srpnu 2024 v jednom z tunelů v Chán Júnisu byla podle izraelských vyšetřovatelů popravena svými palestinskými strážci v únoru 2024 během izraelského bombardování. Podle izraelského představitele návrh egyptské dohody o rukojmích předaný 4. prosince Hamásu nabízel prodloužené příměří, během něhož by byli propuštěni rukojmí kategorie humanitární. Izraelský představitel poznamenal, že návrh neobsahuje ukončení války, ale prodloužené příměří, které umožní propuštění seniorů, dětí, žen, nemocných a těžce zraněných rukojmích. Organizace Amnesty International ve své nové zprávě obvinila Izrael ze spáchání genocidy v Pásmu Gazy během války s Hamásem a uvedla, že se snaží záměrně zničit Palestince smrtícími útoky, ničením životně důležité infrastruktury a bráněním dodávkám potravin, léků a další pomoci. Zprávu AI odmítly Spojené státy s tím, že... obvinění z genocidy jsou nepodložená. Odmítavou reakci vyjádřila i izraelská pobočka AI s tím, že... autoři zprávy dospěli k předem určenému závěru.Podle Asharq Al-Awsat představitelé Hamásu kontaktovali jiné palestinské skupiny, aby získali aktuální informace o stavu rukojmích, které tyto skupiny zadržují. Podle palestinských zdravotníků izraelské síly 8. prosince ostřelovaly nemocnici Kamal Adwan v Bajt Lahíja, poškodily elektrické a kyslíkové pumpy a narušily urgentní operace. Podle New York Times dokumenty předané izraelskými představiteli dokazují, že nejméně 24 lidí zaměstnaných ve školách UNRWA v Pásmu Gazy bylo členy Hamásu, Palestinského islámského džihádu a dalších skupin. Charitativní organizace World Central Kitchen (WCK) propustila desítky Palestinců, kteří pro ni pracují v Pásmu Gazy poté, co Izrael uvedl, že nejméně 62 zaměstnanců WCK je napojeno na palestinské odbojové skupiny. Podle zprávy organizace Reportéři bez hranic (RBH) zabila izraelská armáda v roce 2024 při práci 18 novinářů, z toho 16 v Gaze a 2 v Libanonu. Podle zprávy organizací Fifty Global Research Group a Mezinárodního institutu sociálních a právních studií ministerstvo zdravotnictví v Gaze pod vedením Hamásu... systematicky nafukuje počet obětí tím, že nerozlišuje mezi civilními a bojovými mrtvými, nadhodnocuje úmrtí mezi ženami a dětmi a dokonce zahrnuje i jednotlivce, kteří zemřeli před začátkem konfliktu. Podle tvrzení nejmenovaného zdroje z Hamásu z 18. prosince se dohoda o příměří v Gaze dá očekávat do konce tohoto týdne, pokud nenastanou nové komplikace. Organizace Lékaři bez hranic (LBH) ve své zprávě 19. prosince obvinila Izrael z etnických čistek v Pásmu Gazy a poukázala na útoky na zdravotnické služby a personál. Podle organizace Human Rights Watch (HRW) Izrael zabil tisíce Palestinců v Gaze tím, že jim odepřel čistou vodu, což se podle ní... právně rovná aktům genocidy a vyhlazování. IOS odmítly zprávu uveřejněnou izraelským deníkem Ha'arec, který zveřejnil výpovědi nejmenovaných izraelských vojáků sloužících v Gaze a popisujících nevybíravé zabíjení civilistů v koridoru Necarim. Krutostí nazval papež František počínání IOS v Pásmu Gazy.Hamás, Palestinský islámský džihád a Lidová fronta pro osvobození Palestiny ve společném prohlášení po jednání v Káhiře 21. prosince uvedly, že dohoda o příměří je blíže, než kdy jindy. Podle médií Izrael trvá na tom, že vyjednavačům předloží seznam se jmény 70 až 100 palestinských vězňů, které odmítne propustit jako součást dohody. Poté, co Izrael nařídil uzavření a evakuaci nemocnice Kamal Adwan, hledají palestinští zdravotníci způsob, jak dopravit stovky pacientů a personálu do bezpečí. IOS vydaly 24. prosince prohlášení, ve kterém uvedly, že byla ukončena operace proti Hamásu v indonéské nemocnici v severní části Pásma Gazy.Podle představitelů OSN a USA Izrael nedokázal zakročit proti ozbrojeným gangům útočícím na konvoje s potravinami v Gaze, což v polovině října slíbil, s tím, že tak učiní, aby zlepšil humanitární situaci v enklávě. Ze zdržování dohody o příměří v Pásmu Gazy se navzájem obviňují Izrael a Hamás. Podle ministerstva Palestinské samosprávy pro zadržované a Klubu palestinských vězňů zemřelo v poslední době v izraelských věznicích 5 palestinských vězňů.Podle šéfa organizace UNRWA Philippe Lazzariniho bylo od začátku války bylo v jejích krytech, kde hledali ochranu zabito nejméně 745 lidí a více než 2 200 zraněno. Podle palestinského ministerstva zdravotnictví počet osob zabitých v Pásmu Gazy k 30. prosinci stoupl na 45 541. Podle IOS počet izraelských vojáků padlých v Pásmu Gazy k 30. prosinci stoupl na 395.